# Tercera División de España 1946-47
La temporada 1946–47 de la Tercera División de España de fútbol corresponde a la 10.ª edición del campeonato y se disputó entre el 8 de septiembre de 1946 y el 13 de abril de 1947.
El campeón de esta temporada fue el Club Deportivo Mestalla.

## Sistema de competición
La Tercera División de España 1946-47 fue organizada por la Federación Española de Fútbol (RFEF).
El campeonato contó con la participación de 120 clubes divididos en doce grupos. La competición siguió un sistema de liga, de modo que los equipos de cada grupo se enfrentaron entre sí, todos contra todos en dos ocasiones -una en campo propio y otra en campo contrario- sumando un total de 18 jornadas. El orden de los encuentros se decidió por sorteo antes de empezar la competición.
Se estableció una clasificación con arreglo a los puntos obtenidos en cada enfrentamiento, a razón de dos por partido ganado, uno por empatado y ninguno en caso de derrota. En caso de empate a puntos entre dos o más clubes en la clasificación, se tuvo en cuenta el mayor cociente de goles. 
Los dos primeros clasificados de cada grupo de la fase previa avanzaron a la fase intermedia, divididos en tres grupos de ocho equipos cada uno siguiendo también el sistema de liga. Los dos primeros de cada grupo jugaron la fase final igualmente en sistema de liga en la que los dos primeros ascendieron directamente a Segunda División, mientras que el tercer clasificado jugó una promoción a partido único en campo neutral frente al antepenúltimo clasificado de Segunda División.
Los ocho equipos no clasificados para la fase intermedia disputaron la fase complementaria en sistema de liga divididos en doce grupos, en los que los últimos clasificados descienden a Regional.

## Fase previa

### Grupo I
| Pos. | Equipo               | Pts. | PJ | G  | E | P  | GF | GC | Dif. | Clasificación            |
| ---- | -------------------- | ---- | -- | -- | - | -- | -- | -- | ---- | ------------------------ |
| 1    | Pontevedra C. F.     | 28   | 18 | 13 | 2 | 3  | 39 | 26 | +13  | Acceso a Fase intermedia |
| 2    | S. G. Lucense        | 24   | 18 | 12 | 0 | 6  | 40 | 19 | +21  | Acceso a Fase intermedia |
| 3    | C. D. Juvenil        | 21   | 18 | 9  | 3 | 6  | 51 | 32 | +19  |                          |
| 4    | Club Santiago        | 20   | 18 | 9  | 2 | 7  | 34 | 32 | +2   |                          |
| 5    | U. D. Orensana       | 19   | 18 | 10 | 3 | 5  | 44 | 23 | +21  |                          |
| 6    | Club Lemos           | 19   | 18 | 8  | 3 | 7  | 33 | 30 | +3   |                          |
| 7    | Club Berbés          | 15   | 18 | 9  | 2 | 7  | 36 | 30 | +6   |                          |
| 8    | Arsenal C. F.        | 14   | 18 | 5  | 4 | 9  | 29 | 41 | −12  |                          |
| 9    | Club Betanzos        | 7    | 18 | 1  | 5 | 12 | 14 | 58 | −44  |                          |
| 10   | Club Turista de Vigo | 4    | 18 | 1  | 2 | 15 | 16 | 45 | −29  |                          |

 Fuente: Fútbol Regional
Notas:
1. ↑  A la U. D. Orensana se le restaron cuatro puntos por sanción federativa.
2. ↑  Al Club Berbés se le restaron cinco puntos por sanción federativa.

### Grupo II
| Pos. | Equipo                             | Pts. | PJ | G  | E | P  | GF | GC | Dif. | Clasificación            |
| ---- | ---------------------------------- | ---- | -- | -- | - | -- | -- | -- | ---- | ------------------------ |
| 1    | C. D. Fábrica Nacional de Palencia | 24   | 18 | 9  | 6 | 3  | 39 | 16 | +23  | Acceso a Fase intermedia |
| 2    | Cultural Leonesa                   | 24   | 18 | 10 | 4 | 4  | 46 | 28 | +18  | Acceso a Fase intermedia |
| 3    | R. D. Gijonés                      | 23   | 18 | 9  | 5 | 4  | 46 | 28 | +18  |                          |
| 4    | Real Juvencia                      | 20   | 18 | 8  | 4 | 6  | 46 | 37 | +9   |                          |
| 5    | S. D. Ponferradina                 | 17   | 18 | 7  | 3 | 8  | 25 | 40 | −15  |                          |
| 6    | Real Avilés C. F.                  | 17   | 18 | 7  | 3 | 8  | 27 | 24 | +3   |                          |
| 7    | C. P. La Felguera                  | 16   | 18 | 5  | 6 | 7  | 38 | 33 | +5   |                          |
| 8    | Caudal Deportivo                   | 16   | 18 | 7  | 2 | 9  | 27 | 37 | −10  |                          |
| 9    | Maestranza Aérea de León           | 13   | 18 | 5  | 3 | 10 | 28 | 48 | −20  |                          |
| 10   | Club Langreano                     | 10   | 18 | 2  | 6 | 10 | 19 | 50 | −31  |                          |

 Fuente: Fútbol Regional

### Grupo III
| Pos. | Equipo                       | Pts. | PJ | G  | E | P  | GF | GC | Dif. | Clasificación            |
| ---- | ---------------------------- | ---- | -- | -- | - | -- | -- | -- | ---- | ------------------------ |
| 1    | Arenas Club                  | 30   | 18 | 13 | 4 | 1  | 46 | 22 | +24  | Acceso a Fase intermedia |
| 2    | S. D. Indauchu               | 25   | 18 | 12 | 1 | 5  | 44 | 32 | +12  | Acceso a Fase intermedia |
| 3    | S. D. Erandio Club           | 21   | 18 | 9  | 3 | 6  | 29 | 27 | +2   |                          |
| 4    | S. D. Rayo Cantabria         | 18   | 18 | 7  | 4 | 7  | 30 | 40 | −10  |                          |
| 5    | C. D. Baracaldo Altos Hornos | 16   | 18 | 7  | 2 | 9  | 38 | 36 | +2   |                          |
| 6    | Gimnástica de Torrelavega    | 16   | 18 | 6  | 4 | 8  | 43 | 34 | +9   |                          |
| 7    | S. C. D. Durango             | 15   | 18 | 6  | 3 | 9  | 30 | 34 | −4   |                          |
| 8    | C. D. Guecho                 | 14   | 18 | 4  | 6 | 8  | 30 | 44 | −14  |                          |
| 9    | Club Sestao                  | 13   | 18 | 5  | 3 | 10 | 28 | 43 | −15  |                          |
| 10   | Santoña C. F.                | 12   | 18 | 5  | 2 | 11 | 27 | 42 | −15  |                          |

 Fuente: Fútbol Regional

### Grupo IV
| Pos. | Equipo                      | Pts. | PJ | G  | E | P  | GF | GC | Dif. | Clasificación            |
| ---- | --------------------------- | ---- | -- | -- | - | -- | -- | -- | ---- | ------------------------ |
| 1    | Gimnástica de Burgos        | 31   | 18 | 14 | 3 | 1  | 66 | 11 | +55  | Acceso a Fase intermedia |
| 2    | C. A. Osasuna               | 28   | 18 | 12 | 4 | 2  | 53 | 28 | +25  | Acceso a Fase intermedia |
| 3    | C. D. Logroñés              | 23   | 18 | 9  | 5 | 4  | 40 | 22 | +18  |                          |
| 4    | Maestranza Aérea de Logroño | 17   | 18 | 6  | 5 | 7  | 44 | 39 | +5   |                          |
| 5    | Real Unión Club             | 17   | 18 | 6  | 5 | 7  | 29 | 29 | 0    |                          |
| 6    | Villafranca U. C.           | 16   | 18 | 7  | 2 | 9  | 29 | 41 | −12  |                          |
| 7    | Deportivo Alavés            | 16   | 18 | 7  | 2 | 9  | 41 | 42 | −1   |                          |
| 8    | C. D. Mirandés              | 14   | 18 | 5  | 4 | 9  | 25 | 41 | −16  |                          |
| 9    | Tolosa C. F.                | 11   | 18 | 4  | 3 | 11 | 23 | 54 | −31  |                          |
| 10   | C. D. Izarra                | 7    | 18 | 2  | 3 | 13 | 27 | 70 | −43  |                          |

 Fuente: Fútbol Regional

### Grupo V
| Pos. | Equipo                                | Pts. | PJ | G  | E | P  | GF | GC | Dif. | Clasificación            |
| ---- | ------------------------------------- | ---- | -- | -- | - | -- | -- | -- | ---- | ------------------------ |
| 1    | Atlético Zaragoza                     | 29   | 18 | 14 | 1 | 3  | 52 | 24 | +28  | Acceso a Fase intermedia |
| 2    | Arenas S. D.                          | 28   | 18 | 13 | 2 | 3  | 53 | 14 | +39  | Acceso a Fase intermedia |
| 3    | Lérida Balompié                       | 27   | 18 | 13 | 1 | 4  | 45 | 23 | +22  |                          |
| 4    | C. D. Numancia                        | 20   | 18 | 8  | 4 | 6  | 39 | 31 | +8   |                          |
| 5    | U. D. Huesca                          | 15   | 18 | 6  | 3 | 9  | 33 | 35 | −2   |                          |
| 6    | C. D. Tudelano                        | 14   | 18 | 6  | 2 | 10 | 30 | 47 | −17  |                          |
| 7    | C. D. Mequinenza                      | 14   | 18 | 7  | 1 | 10 | 31 | 53 | −22  |                          |
| 8    | S. D. Escoriaza                       | 14   | 18 | 6  | 2 | 10 | 25 | 35 | −10  |                          |
| 9    | C. F. Regiones Devastadas de Belchite | 11   | 18 | 3  | 5 | 10 | 17 | 31 | −14  |                          |
| 10   | C. D. Tauste-Industrias VIGATA        | 7    | 18 | 1  | 5 | 12 | 10 | 42 | −32  |                          |

 Fuente: Fútbol Regional
Notas:
1. ↑  Al C. D. Mequinenza se le restó un punto por sanción federativa.

### Grupo VI
| Pos. | Equipo           | Pts. | PJ | G  | E | P  | GF | GC | Dif. | Clasificación            |
| ---- | ---------------- | ---- | -- | -- | - | -- | -- | -- | ---- | ------------------------ |
| 1    | C. F. Badalona   | 25   | 18 | 11 | 3 | 4  | 44 | 21 | +23  | Acceso a Fase intermedia |
| 2    | C. D. Júpiter    | 20   | 18 | 8  | 4 | 6  | 33 | 23 | +10  | Acceso a Fase intermedia |
| 3    | U. D. San Martín | 20   | 18 | 8  | 4 | 6  | 26 | 28 | −2   |                          |
| 4    | Gerona C. F.     | 20   | 18 | 9  | 2 | 7  | 35 | 24 | +11  |                          |
| 5    | C. F. Igualada   | 19   | 18 | 8  | 3 | 7  | 27 | 30 | −3   |                          |
| 6    | U. D. Sans       | 17   | 18 | 7  | 3 | 8  | 27 | 28 | −1   |                          |
| 7    | C. D. Granollers | 16   | 18 | 8  | 0 | 10 | 32 | 45 | −13  |                          |
| 8    | C. D. Tortosa    | 15   | 18 | 5  | 5 | 8  | 33 | 32 | +1   |                          |
| 9    | Reus Deportivo   | 14   | 18 | 7  | 0 | 11 | 19 | 30 | −11  |                          |
| 10   | C. D. Tarrasa    | 14   | 18 | 5  | 4 | 9  | 22 | 37 | −15  |                          |

 Fuente: Fútbol Regional

### Grupo VII
| Pos. | Equipo                     | Pts. | PJ | G  | E | P  | GF | GC  | Dif. | Clasificación            |
| ---- | -------------------------- | ---- | -- | -- | - | -- | -- | --- | ---- | ------------------------ |
| 1    | Real Valladolid Deportivo  | 30   | 18 | 14 | 2 | 2  | 65 | 21  | +44  | Acceso a Fase intermedia |
| 2    | U. D. Salamanca            | 26   | 18 | 11 | 4 | 3  | 63 | 23  | +40  | Acceso a Fase intermedia |
| 3    | S. D. Gimnástica Segoviana | 25   | 18 | 12 | 1 | 5  | 54 | 31  | +23  |                          |
| 4    | C. D. Alas Valladolid      | 22   | 18 | 9  | 4 | 5  | 41 | 29  | +12  |                          |
| 5    | Ávila C. F.                | 19   | 18 | 8  | 3 | 7  | 48 | 35  | +13  |                          |
| 6    | C. D. Cacereño             | 19   | 18 | 9  | 1 | 8  | 58 | 39  | +19  |                          |
| 7    | C. D. Talavera             | 15   | 18 | 5  | 5 | 8  | 31 | 37  | −6   |                          |
| 8    | Atlético de Zamora         | 14   | 18 | 6  | 2 | 10 | 35 | 50  | −15  |                          |
| 9    | Plasencia C. F.            | 6    | 18 | 2  | 2 | 14 | 27 | 75  | −48  |                          |
| 10   | U. D. Bejarana             | 4    | 18 | 1  | 2 | 15 | 22 | 104 | −82  |                          |

 Fuente: Fútbol Regional

### Grupo VIII
| Pos. | Equipo                | Pts. | PJ | G  | E | P  | GF | GC | Dif. | Clasificación            |
| ---- | --------------------- | ---- | -- | -- | - | -- | -- | -- | ---- | ------------------------ |
| 1    | Albacete Balompié     | 27   | 18 | 13 | 1 | 4  | 68 | 26 | +42  | Acceso a Fase intermedia |
| 2    | Tomelloso C. F.       | 25   | 18 | 11 | 3 | 4  | 44 | 20 | +24  | Acceso a Fase intermedia |
| 3    | C. D. Toledo          | 24   | 18 | 10 | 4 | 4  | 43 | 23 | +20  |                          |
| 4    | A. D. Ferroviaria     | 19   | 18 | 8  | 3 | 7  | 50 | 39 | +11  |                          |
| 5    | A. D. Plus Ultra      | 19   | 18 | 8  | 3 | 7  | 43 | 31 | +12  |                          |
| 6    | C. D. Mediodía        | 18   | 18 | 6  | 6 | 6  | 28 | 33 | −5   |                          |
| 7    | C. D. Manchego        | 15   | 18 | 6  | 3 | 9  | 37 | 57 | −20  |                          |
| 8    | Gimnástico de Alcázar | 13   | 18 | 5  | 3 | 10 | 25 | 50 | −25  |                          |
| 9    | U. B. Conquense       | 11   | 18 | 4  | 3 | 11 | 25 | 52 | −27  |                          |
| 10   | Imperio C. F.         | 9    | 18 | 2  | 5 | 11 | 15 | 37 | −22  |                          |

 Fuente: Fútbol Regional

### Grupo IX
| Pos. | Equipo                  | Pts. | PJ | G  | E | P  | GF | GC | Dif. | Clasificación            |
| ---- | ----------------------- | ---- | -- | -- | - | -- | -- | -- | ---- | ------------------------ |
| 1    | C. D. Segarra           | 29   | 18 | 14 | 1 | 3  | 60 | 17 | +43  | Acceso a Fase intermedia |
| 2    | C. D. Mestalla          | 28   | 18 | 13 | 2 | 3  | 56 | 26 | +30  | Acceso a Fase intermedia |
| 3    | C. D. Atlético Baleares | 27   | 18 | 13 | 1 | 4  | 58 | 23 | +35  |                          |
| 4    | C. D. Olímpico          | 17   | 18 | 6  | 5 | 7  | 33 | 37 | −4   |                          |
| 5    | C. D. Constancia        | 16   | 18 | 7  | 2 | 9  | 27 | 39 | −12  |                          |
| 6    | U. D. Malvarrosa        | 15   | 18 | 7  | 1 | 10 | 36 | 48 | −12  |                          |
| 7    | C. D. Acero             | 13   | 18 | 5  | 3 | 10 | 34 | 44 | −10  |                          |
| 8    | S. D. Sueca             | 13   | 18 | 5  | 3 | 10 | 23 | 40 | −17  |                          |
| 9    | U. D. Carcagente        | 13   | 18 | 4  | 5 | 9  | 20 | 52 | −32  |                          |
| 10   | S. F. Saguntino         | 9    | 18 | 3  | 3 | 12 | 22 | 43 | −21  |                          |

 Fuente: Fútbol Regional

### Grupo X
| Pos. | Equipo                     | Pts. | PJ | G  | E | P  | GF | GC | Dif. | Clasificación            |
| ---- | -------------------------- | ---- | -- | -- | - | -- | -- | -- | ---- | ------------------------ |
| 1    | R. C. Recreativo de Huelva | 31   | 18 | 15 | 1 | 2  | 63 | 18 | +45  | Acceso a Fase intermedia |
| 2    | Olímpica Jiennense         | 28   | 18 | 12 | 4 | 2  | 55 | 18 | +37  | Acceso a Fase intermedia |
| 3    | C. D. Badajoz              | 25   | 18 | 10 | 5 | 3  | 43 | 17 | +26  |                          |
| 4    | Coria C. F.                | 25   | 18 | 11 | 3 | 4  | 42 | 19 | +23  |                          |
| 5    | C. D. Egabrense            | 22   | 18 | 9  | 4 | 5  | 52 | 30 | +22  |                          |
| 6    | C. D. Electromecánicas     | 14   | 18 | 5  | 4 | 9  | 24 | 47 | −23  |                          |
| 7    | S. D. Emeritense           | 10   | 18 | 3  | 4 | 11 | 28 | 65 | −37  |                          |
| 8    | Calavera C. F.             | 10   | 18 | 3  | 4 | 11 | 17 | 54 | −37  |                          |
| 9    | Lucena C. F.               | 8    | 18 | 3  | 2 | 13 | 21 | 47 | −26  |                          |
| 10   | Atlético de Linares        | 5    | 18 | 2  | 3 | 13 | 18 | 48 | −30  |                          |

 Fuente: Fútbol Regional
Notas:
1. ↑  Al Lucena C. F. se le restaron dos puntos por sanción federativa.
2. ↑  Al Atlético de Linares se le restaron dos puntos por sanción federativa.

### Grupo XI
| Pos. | Equipo                   | Pts. | PJ | G  | E | P  | GF | GC | Dif. | Clasificación            |
| ---- | ------------------------ | ---- | -- | -- | - | -- | -- | -- | ---- | ------------------------ |
| 1    | Alicante C. F.           | 29   | 18 | 14 | 1 | 3  | 48 | 21 | +27  | Acceso a Fase intermedia |
| 2    | Elche C. F.              | 26   | 18 | 11 | 4 | 3  | 39 | 23 | +16  | Acceso a Fase intermedia |
| 3    | Cartagena C. F.          | 22   | 18 | 11 | 0 | 7  | 48 | 26 | +22  |                          |
| 4    | Imperial C. F.           | 21   | 18 | 10 | 1 | 7  | 53 | 27 | +26  |                          |
| 5    | Orihuela Deportiva C. F. | 17   | 18 | 7  | 3 | 8  | 44 | 42 | +2   |                          |
| 6    | C. D. Eldense            | 16   | 18 | 6  | 4 | 8  | 34 | 32 | +2   |                          |
| 7    | C. D. Cieza              | 15   | 18 | 6  | 3 | 9  | 29 | 45 | −16  |                          |
| 8    | Crevillente Deportivo    | 14   | 18 | 6  | 2 | 10 | 29 | 46 | −17  |                          |
| 9    | C. D. Almansa            | 9    | 18 | 2  | 5 | 11 | 24 | 49 | −25  |                          |
| 10   | C. D. Gimnástica Abad    | 9    | 18 | 4  | 3 | 11 | 23 | 60 | −37  |                          |

 Fuente: Fútbol Regional
Notas:
1. ↑  Al C. D. Gimnástica Abad se le restaron dos puntos por sanción federativa.

### Grupo XII
| Pos. | Equipo             | Pts. | PJ | G  | E | P  | GF | GC | Dif. | Clasificación            |
| ---- | ------------------ | ---- | -- | -- | - | -- | -- | -- | ---- | ------------------------ |
| 1    | U. D. Melilla      | 25   | 18 | 12 | 1 | 5  | 42 | 26 | +16  | Acceso a Fase intermedia |
| 2    | Cádiz C. F.        | 24   | 18 | 11 | 2 | 5  | 36 | 31 | +5   | Acceso a Fase intermedia |
| 3    | S. D. Ceuta        | 23   | 18 | 10 | 3 | 5  | 35 | 18 | +17  |                          |
| 4    | Atlético de Tetuán | 22   | 18 | 10 | 2 | 6  | 47 | 37 | +10  |                          |
| 5    | C. D. San Fernando | 17   | 18 | 8  | 1 | 9  | 43 | 42 | +1   |                          |
| 6    | Algeciras C. F.    | 16   | 18 | 5  | 6 | 7  | 34 | 38 | −4   |                          |
| 7    | C. D. Antequerano  | 14   | 18 | 5  | 4 | 9  | 30 | 41 | −11  |                          |
| 8    | R. B. Linense      | 14   | 18 | 6  | 2 | 10 | 21 | 34 | −13  |                          |
| 9    | P. D. Larache      | 13   | 18 | 4  | 5 | 9  | 32 | 42 | −10  |                          |
| 10   | Almería C. F.      | 12   | 18 | 3  | 6 | 9  | 23 | 34 | −11  |                          |

 Fuente: Fútbol Regional

## Fase Intermedia

### Grupo I
| Pos. | Equipo                             | Pts. | PJ | G | E | P | GF | GC | Dif. | Clasificación       |
| ---- | ---------------------------------- | ---- | -- | - | - | - | -- | -- | ---- | ------------------- |
| 1    | Real Valladolid Deportivo          | 15   | 10 | 5 | 5 | 0 | 20 | 5  | +15  | Acceso a Fase final |
| 2    | U. D. Salamanca                    | 12   | 10 | 5 | 2 | 3 | 22 | 16 | +6   | Acceso a Fase final |
| 3    | Pontevedra C. F.                   | 12   | 10 | 5 | 2 | 3 | 23 | 14 | +9   |                     |
| 4    | C. D. Fábrica Nacional de Palencia | 9    | 10 | 4 | 1 | 5 | 15 | 23 | −8   |                     |
| 5    | Tomelloso C. F.                    | 7    | 10 | 2 | 3 | 5 | 11 | 23 | −12  |                     |
| 6    | S. G. Lucense                      | 5    | 10 | 2 | 1 | 7 | 15 | 25 | −10  |                     |
| 7    | Albacete Balompié                  | 0    | 0  | 0 | 0 | 0 | 0  | 0  | 0    | Descalificado       |
| 8    | Cultural Leonesa                   | 0    | 0  | 0 | 0 | 0 | 0  | 0  | 0    | Descalificado       |

 Fuente: Fútbol Regional
Notas:
1. 1 2  El Albacete Balompié y la Cultural Leonesa fueron descalificados por un amaño en el partido entre ambos clubes, todos sus resultados fueron anulados.

### Grupo II
| Pos. | Equipo               | Pts. | PJ | G | E | P  | GF | GC | Dif. | Clasificación       |
| ---- | -------------------- | ---- | -- | - | - | -- | -- | -- | ---- | ------------------- |
| 1    | C. A. Osasuna        | 20   | 14 | 8 | 4 | 2  | 40 | 24 | +16  | Acceso a Fase final |
| 2    | C. F. Badalona       | 19   | 14 | 9 | 1 | 4  | 30 | 24 | +6   | Acceso a Fase final |
| 3    | Gimnástica de Burgos | 17   | 14 | 7 | 3 | 4  | 30 | 23 | +7   |                     |
| 4    | Arenas S. D.         | 17   | 14 | 8 | 1 | 5  | 34 | 23 | +11  |                     |
| 5    | Atlético Zaragoza    | 13   | 14 | 5 | 3 | 6  | 26 | 25 | +1   |                     |
| 6    | C. D. Júpiter        | 13   | 14 | 5 | 3 | 6  | 25 | 28 | −3   |                     |
| 7    | S. D. Indauchu       | 7    | 14 | 3 | 1 | 10 | 30 | 51 | −21  |                     |
| 8    | Arenas Club          | 6    | 14 | 1 | 4 | 9  | 19 | 36 | −17  |                     |

 Fuente: Fútbol Regional

### Grupo III
| Pos. | Equipo                     | Pts. | PJ | G | E | P | GF | GC | Dif. | Clasificación       |
| ---- | -------------------------- | ---- | -- | - | - | - | -- | -- | ---- | ------------------- |
| 1    | C. D. Mestalla             | 16   | 14 | 6 | 4 | 4 | 24 | 17 | +7   | Acceso a Fase final |
| 2    | U. D. Melilla              | 16   | 14 | 7 | 2 | 5 | 22 | 24 | −2   | Acceso a Fase final |
| 3    | Elche C. F.                | 16   | 14 | 6 | 4 | 4 | 30 | 25 | +5   |                     |
| 4    | C. D. Segarra              | 15   | 14 | 7 | 1 | 6 | 28 | 26 | +2   |                     |
| 5    | Cádiz C. F.                | 14   | 14 | 6 | 2 | 6 | 25 | 25 | 0    |                     |
| 6    | Olímpica Jiennense         | 12   | 14 | 5 | 2 | 7 | 25 | 33 | −8   |                     |
| 7    | Alicante C. F.             | 12   | 14 | 4 | 4 | 6 | 17 | 24 | −7   |                     |
| 8    | R. C. Recreativo de Huelva | 11   | 14 | 5 | 1 | 8 | 32 | 29 | +3   |                     |

 Fuente: Fútbol Regional

## Fase final
| Pos. | Equipo                        | Pts. | PJ | G | E | P | GF | GC | Dif. | Clasificación                 |
| ---- | ----------------------------- | ---- | -- | - | - | - | -- | -- | ---- | ----------------------------- |
| 1    | C. D. Mestalla (C, A)         | 12   | 10 | 5 | 2 | 3 | 22 | 15 | +7   | Ascenso a Segunda División    |
| 2    | C. F. Badalona (A)            | 12   | 10 | 6 | 0 | 4 | 38 | 27 | +11  | Ascenso a Segunda División    |
| 3    | Real Valladolid Deportivo (A) | 11   | 10 | 5 | 1 | 4 | 31 | 19 | +12  | Acceso a Promoción de ascenso |
| 4    | C. A. Osasuna                 | 9    | 10 | 4 | 1 | 5 | 20 | 27 | −7   |                               |
| 5    | U. D. Salamanca               | 8    | 10 | 4 | 0 | 6 | 22 | 32 | −10  |                               |
| 6    | U. D. Melilla                 | 8    | 10 | 3 | 2 | 5 | 15 | 28 | −13  |                               |

 Fuente: Fútbol Regional

## Promoción de ascenso a Segunda División
La promoción se jugó a partido único en Oviedo, con el siguiente resultado:
| 13 de julio de 1947 | Real Valladolid Deportivo          | 3:1     | Real Santander SD | Campo de Bellavista, Oviedo                        |                                                    |
|                     | Vaquero 7' Vaquero 15' Vaquero 26' | Reporte | Saras 27'         | Asistencia: ??? espectadores Árbitro(s): Iturralde | Asistencia: ??? espectadores Árbitro(s): Iturralde |

- Asciende a Segunda División: Real Valladolid Deportivo.
- Desciende a Tercera División: Real Santander SD.

## Fase Complementaria

### Grupo I
| Pos. | Equipo            | Pts. | PJ | G | E | P | GF | GC | Dif. |
| ---- | ----------------- | ---- | -- | - | - | - | -- | -- | ---- |
| 1    | Real Avilés C. F. | 19   | 14 | 9 | 1 | 4 | 41 | 24 | +17  |
| 2    | Caudal Deportivo  | 18   | 14 | 8 | 2 | 4 | 30 | 21 | +9   |
| 3    | Club Lemos        | 17   | 14 | 8 | 1 | 5 | 37 | 18 | +19  |
| 4    | U. D. Orensana    | 17   | 14 | 8 | 1 | 5 | 38 | 27 | +11  |
| 5    | Club Santiago     | 14   | 14 | 7 | 0 | 7 | 30 | 22 | +8   |
| 6    | Real Juvencia     | 11   | 14 | 4 | 3 | 7 | 14 | 30 | −16  |
| 7    | Club Langreano    | 8    | 14 | 3 | 2 | 9 | 16 | 39 | −23  |
| 8    | Club Betanzos     | 8    | 14 | 2 | 4 | 8 | 14 | 39 | −25  |

 Fuente: Fútbol Regional

### Grupo II
| Pos. | Equipo                   | Pts. | PJ | G | E | P | GF | GC | Dif. | Clasificación       |
| ---- | ------------------------ | ---- | -- | - | - | - | -- | -- | ---- | ------------------- |
| 1    | Club Berbés              | 16   | 14 | 6 | 4 | 4 | 47 | 33 | +14  |                     |
| 2    | Maestranza Aérea de León | 15   | 14 | 6 | 3 | 5 | 28 | 32 | −4   |                     |
| 3    | C. D. Juvenil            | 15   | 14 | 6 | 3 | 5 | 24 | 22 | +2   |                     |
| 4    | R. D. Gijonés            | 14   | 14 | 6 | 2 | 6 | 28 | 17 | +11  |                     |
| 5    | S. D. Ponferradina       | 14   | 14 | 6 | 2 | 6 | 30 | 30 | 0    |                     |
| 6    | C. P. La Felguera        | 13   | 14 | 5 | 3 | 6 | 37 | 37 | 0    |                     |
| 7    | Arsenal C. F.            | 13   | 14 | 6 | 1 | 7 | 19 | 27 | −8   |                     |
| 8    | Club Turista de Vigo (D) | 12   | 14 | 6 | 0 | 8 | 27 | 42 | −15  | Descenso a Regional |

 Fuente: Fútbol Regional

### Grupo III
| Pos. | Equipo                      | Pts. | PJ | G | E | P  | GF | GC | Dif. | Clasificación       |
| ---- | --------------------------- | ---- | -- | - | - | -- | -- | -- | ---- | ------------------- |
| 1    | S. D. Erandio Club          | 15   | 12 | 6 | 3 | 3  | 25 | 17 | +8   |                     |
| 2    | S. C. D. Durango            | 14   | 12 | 6 | 2 | 4  | 30 | 23 | +7   |                     |
| 3    | Club Sestao                 | 14   | 12 | 5 | 4 | 3  | 25 | 29 | −4   |                     |
| 4    | Maestranza Aérea de Logroño | 14   | 12 | 6 | 2 | 4  | 32 | 19 | +13  |                     |
| 5    | S. D. Barreda Balompié      | 14   | 12 | 6 | 2 | 4  | 30 | 17 | +13  |                     |
| 6    | C. D. Mirandés              | 12   | 12 | 6 | 0 | 6  | 32 | 26 | +6   |                     |
| 7    | C. D. Izarra                | 1    | 12 | 0 | 1 | 11 | 8  | 51 | −43  |                     |
| 8    | Villafranca U. C. (D)       | 0    | 0  | 0 | 0 | 0  | 0  | 0  | 0    | Descenso a Regional |

 Fuente: Fútbol Regional
Notas:
1. ↑  La Villafranca U. C. renunció a participar y fue descendida.

### Grupo IV
| Pos. | Equipo                    | Pts. | PJ | G  | E | P | GF | GC | Dif. |
| ---- | ------------------------- | ---- | -- | -- | - | - | -- | -- | ---- |
| 1    | C. D. Logroñés            | 21   | 14 | 10 | 1 | 3 | 40 | 16 | +24  |
| 2    | Real Unión Club           | 21   | 14 | 9  | 3 | 2 | 34 | 13 | +21  |
| 3    | Gimnástica de Torrelavega | 19   | 14 | 8  | 3 | 3 | 28 | 17 | +11  |
| 4    | C. D. Guecho              | 13   | 14 | 5  | 3 | 6 | 28 | 26 | +2   |
| 5    | Deportivo Alavés          | 12   | 14 | 5  | 2 | 7 | 29 | 33 | −4   |
| 6    | S. D. Rayo Cantabria      | 10   | 14 | 3  | 4 | 7 | 23 | 30 | −7   |
| 7    | Santoña C. F.             | 9    | 14 | 4  | 1 | 9 | 16 | 34 | −18  |
| 8    | Tolosa C. F.              | 7    | 14 | 2  | 3 | 9 | 17 | 46 | −29  |

 Fuente: Fútbol Regional

### Grupo V
| Pos. | Equipo                                | Pts. | PJ | G | E | P  | GF | GC | Dif. |
| ---- | ------------------------------------- | ---- | -- | - | - | -- | -- | -- | ---- |
| 1    | Gerona C. F.                          | 18   | 14 | 7 | 4 | 3  | 37 | 20 | +17  |
| 2    | U. D. Sans                            | 18   | 14 | 8 | 2 | 4  | 37 | 24 | +13  |
| 3    | U. D. Huesca                          | 15   | 14 | 6 | 3 | 5  | 28 | 29 | −1   |
| 4    | C. D. Tarrasa                         | 15   | 14 | 6 | 3 | 5  | 34 | 17 | +17  |
| 5    | C. D. Tortosa                         | 14   | 14 | 5 | 4 | 5  | 28 | 35 | −7   |
| 6    | Lérida Balompié                       | 14   | 14 | 5 | 4 | 5  | 22 | 24 | −2   |
| 7    | S. D. Escoriaza                       | 13   | 14 | 6 | 1 | 7  | 26 | 41 | −15  |
| 8    | C. F. Regiones Devastadas de Belchite | 5    | 14 | 1 | 3 | 10 | 17 | 39 | −22  |

 Fuente: Fútbol Regional

### Grupo VI
| Pos. | Equipo                         | Pts. | PJ | G  | E | P  | GF | GC | Dif. | Clasificación       |
| ---- | ------------------------------ | ---- | -- | -- | - | -- | -- | -- | ---- | ------------------- |
| 1    | U. D. San Martín               | 22   | 14 | 10 | 2 | 2  | 48 | 19 | +29  |                     |
| 2    | C. F. Igualada                 | 20   | 14 | 9  | 2 | 3  | 35 | 18 | +17  |                     |
| 3    | C. D. Numancia                 | 18   | 14 | 9  | 0 | 5  | 29 | 18 | +11  |                     |
| 4    | C. D. Tudelano                 | 14   | 14 | 6  | 2 | 6  | 33 | 25 | +8   |                     |
| 5    | Reus Deportivo                 | 14   | 14 | 7  | 0 | 7  | 24 | 28 | −4   |                     |
| 6    | C. D. Granollers               | 13   | 14 | 6  | 1 | 7  | 28 | 26 | +2   |                     |
| 7    | C. D. Mequinenza (D)           | 6    | 14 | 2  | 2 | 10 | 18 | 44 | −26  | Descenso a Regional |
| 8    | C. D. Tauste-Industrias VIGATA | 5    | 14 | 2  | 1 | 11 | 10 | 47 | −37  |                     |

 Fuente: Fútbol Regional
Notas:
1. ↑  Se desconoce por qué descendió el Mequinenza y no el Tauste.

### Grupo VII
| Pos. | Equipo                  | Pts. | PJ | G | E | P | GF | GC | Dif. | Clasificación       |
| ---- | ----------------------- | ---- | -- | - | - | - | -- | -- | ---- | ------------------- |
| 1    | Imperial C. F.          | 18   | 12 | 9 | 0 | 3 | 33 | 11 | +22  |                     |
| 2    | C. D. Gimnástica Abad   | 15   | 12 | 7 | 1 | 4 | 35 | 31 | +4   |                     |
| 3    | C. D. Eldense           | 13   | 12 | 5 | 3 | 4 | 22 | 19 | +3   |                     |
| 4    | Crevillente Deportivo   | 12   | 12 | 6 | 0 | 6 | 20 | 20 | 0    |                     |
| 5    | C. D. Atlético Baleares | 10   | 12 | 4 | 2 | 6 | 20 | 19 | +1   |                     |
| 6    | C. D. Constancia        | 9    | 12 | 4 | 1 | 7 | 20 | 26 | −6   |                     |
| 7    | S. D. Sueca             | 7    | 12 | 3 | 1 | 8 | 19 | 43 | −24  |                     |
| 8    | U. D. Carcagente (D)    | 0    | 0  | 0 | 0 | 0 | 0  | 0  | 0    | Descenso a Regional |

 Fuente: Fútbol Regional
Notas:
1. ↑  La U. D. Carcagente renunció a participar y fue descendido.

### Grupo VIII
| Pos. | Equipo                   | Pts. | PJ | G | E | P | GF | GC | Dif. | Clasificación       |
| ---- | ------------------------ | ---- | -- | - | - | - | -- | -- | ---- | ------------------- |
| 1    | Orihuela Deportiva C. F. | 13   | 10 | 6 | 1 | 3 | 24 | 16 | +8   |                     |
| 2    | Cartagena C. F.          | 12   | 10 | 6 | 0 | 4 | 24 | 13 | +11  |                     |
| 3    | C. D. Olímpico           | 10   | 10 | 4 | 2 | 4 | 23 | 24 | −1   |                     |
| 4    | C. D. Acero              | 9    | 10 | 4 | 1 | 5 | 22 | 19 | +3   |                     |
| 5    | C. D. Cieza              | 8    | 10 | 3 | 2 | 5 | 19 | 29 | −10  |                     |
| 6    | S. F. Saguntino          | 8    | 10 | 4 | 0 | 6 | 15 | 26 | −11  |                     |
| 7    | C. D. Almansa (D)        | 0    | 0  | 0 | 0 | 0 | 0  | 0  | 0    | Descenso a Regional |
| 8    | U. D. Malvarrosa (D)     | 0    | 0  | 0 | 0 | 0 | 0  | 0  | 0    | Descenso a Regional |

 Fuente: Fútbol Regional
Notas:
1. 1 2  El C. D. Almansa y la U. D. Malvarrosa renunciaron a participar y fueron descendidos.

### Grupo IX
| Pos. | Equipo                     | Pts. | PJ | G | E | P | GF | GC | Dif. | Clasificación       |
| ---- | -------------------------- | ---- | -- | - | - | - | -- | -- | ---- | ------------------- |
| 1    | S. D. Gimnástica Segoviana | 16   | 10 | 8 | 0 | 2 | 41 | 18 | +23  |                     |
| 2    | C. D. Talavera             | 11   | 10 | 5 | 1 | 4 | 26 | 27 | −1   |                     |
| 3    | Ávila C. F.                | 10   | 10 | 5 | 0 | 5 | 26 | 27 | −1   |                     |
| 4    | Gimnástico de Alcázar      | 10   | 10 | 4 | 2 | 4 | 31 | 25 | +6   |                     |
| 5    | A. D. Ferroviaria          | 10   | 10 | 4 | 2 | 4 | 21 | 28 | −7   |                     |
| 6    | C. D. Mediodía (D)         | 3    | 10 | 1 | 1 | 8 | 8  | 28 | −20  | Descenso a Regional |
| 7    | Imperio C. F. (D)          | 0    | 0  | 0 | 0 | 0 | 0  | 0  | 0    | Descenso a Regional |
| 8    | Plasencia C. F. (D)        | 0    | 0  | 0 | 0 | 0 | 0  | 0  | 0    | Descenso a Regional |

 Fuente: []
Notas:
1. 1 2  El Imperio C. F. y el Plasencia C. F. renunciaron a participar y fueron descendidos.

### Grupo X
| Pos. | Equipo                    | Pts. | PJ | G | E | P | GF | GC | Dif. | Clasificación       |
| ---- | ------------------------- | ---- | -- | - | - | - | -- | -- | ---- | ------------------- |
| 1    | C. D. Toledo              | 12   | 10 | 6 | 0 | 4 | 22 | 14 | +8   |                     |
| 2    | A. D. Plus Ultra          | 12   | 10 | 6 | 0 | 4 | 22 | 13 | +9   |                     |
| 3    | C. D. Cacereño            | 12   | 10 | 6 | 0 | 4 | 27 | 24 | +3   |                     |
| 4    | U. B. Conquense           | 9    | 10 | 4 | 1 | 5 | 15 | 18 | −3   |                     |
| 5    | C. D. Manchego            | 9    | 10 | 4 | 1 | 5 | 17 | 29 | −12  |                     |
| 6    | Atlético de Zamora        | 6    | 10 | 3 | 0 | 7 | 21 | 26 | −5   |                     |
| 7    | U. D. Bejarana (D)        | 0    | 0  | 0 | 0 | 0 | 0  | 0  | 0    | Descenso a Regional |
| 8    | C. D. Alas Valladolid (D) | 0    | 0  | 0 | 0 | 0 | 0  | 0  | 0    | Descenso a Regional |

 Fuente: Fútbol Regional
Notas:
1. 1 2  El C. D. Alas Valladolid y la U. D. Bejarana renunciaron a participar y fueron descendidos.

### Grupo XI
| Pos. | Equipo               | Pts. | PJ | G | E | P | GF | GC | Dif. | Clasificación       |
| ---- | -------------------- | ---- | -- | - | - | - | -- | -- | ---- | ------------------- |
| 1    | Algeciras C. F.      | 13   | 10 | 6 | 1 | 3 | 22 | 12 | +10  |                     |
| 2    | Atlético de Tetuán   | 12   | 10 | 5 | 2 | 3 | 24 | 18 | +6   |                     |
| 3    | C. D. Badajoz        | 12   | 10 | 5 | 2 | 3 | 31 | 24 | +7   |                     |
| 4    | Almería C. F.        | 10   | 10 | 5 | 0 | 5 | 19 | 22 | −3   |                     |
| 5    | R. B. Linense        | 8    | 10 | 3 | 2 | 5 | 16 | 22 | −6   |                     |
| 6    | C. D. Egabrense (D)  | 5    | 10 | 2 | 1 | 7 | 17 | 31 | −14  | Descenso a Regional |
| 7    | S. D. Emeritense (D) | 0    | 0  | 0 | 0 | 0 | 0  | 0  | 0    | Descenso a Regional |
| 8    | Lucena C. F. (D)     | 0    | 0  | 0 | 0 | 0 | 0  | 0  | 0    | Descenso a Regional |

 Fuente: Fútbol Regional
Notas:
1. 1 2  La S. D. Emeritense y el Lucena C. F. renunciaron a participar y fueron descendidos.

### Grupo XII
| Pos. | Equipo                 | Pts. | PJ | G  | E | P  | GF | GC | Dif. |
| ---- | ---------------------- | ---- | -- | -- | - | -- | -- | -- | ---- |
| 1    | S. D. Ceuta            | 23   | 14 | 11 | 1 | 2  | 45 | 21 | +24  |
| 2    | C. D. San Fernando     | 21   | 14 | 10 | 1 | 3  | 52 | 25 | +27  |
| 3    | C. D. Antequerano      | 19   | 14 | 8  | 3 | 3  | 41 | 27 | +14  |
| 4    | P. D. Larache          | 17   | 14 | 8  | 1 | 5  | 28 | 25 | +3   |
| 5    | Coria C. F.            | 12   | 14 | 5  | 2 | 7  | 29 | 33 | −4   |
| 6    | C. D. Electromecánicas | 7    | 14 | 2  | 3 | 9  | 31 | 48 | −17  |
| 7    | Calavera C. F.         | 7    | 14 | 2  | 3 | 9  | 25 | 39 | −14  |
| 8    | Atlético de Linares    | 6    | 14 | 2  | 2 | 10 | 10 | 43 | −33  |

 Fuente: Fútbol Regional